# Scatopsciara keilbachi
Scatopsciara keilbachi är en tvåvingeart som beskrevs av Werner Mohrig och Boris Mamaev 1979. Scatopsciara keilbachi ingår i släktet Scatopsciara och familjen sorgmyggor. Inga underarter finns listade i Catalogue of Life.